# 또후 차웃 쪼

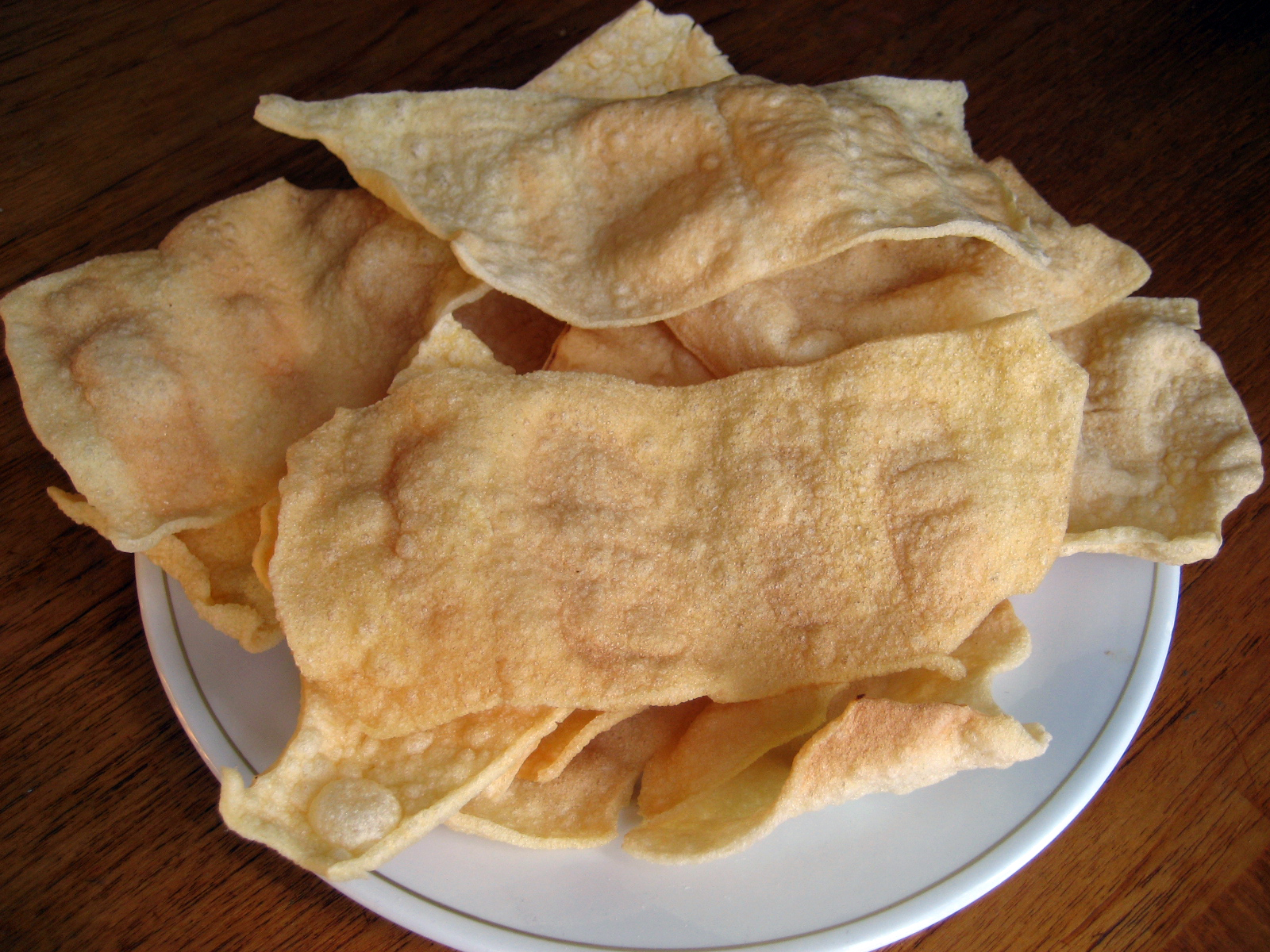
또후 차웃 쪼

또후 차웃 쪼(버마어: တို့ဟူးခြောက်ကြော်)는 미얀마의 전통 음식이다. 얇게 썬 버마두부를 말려 만든 또후 차웃을 기름에 튀긴 음식이다. 샨주의 전통 음식이며, 오늘날 미얀마 전역의 시장, 찻집, 길거리 음식 매대 등에서 손쉽게 찾아볼 수 있다. 샐러드(아톳)인 또후 톳이나 따뜻한 포리지인 또후 느웨에 흔히 곁들인다.

## 같이 보기
- 두부튀김